# Хитлер из нашег сокака
Хитлер из нашег сокака је југословенски филм из 1975. године. Режирао га је Владимир Тадеј, који је писао и сценарио са Зораном Петровићeм.